# Pirateria anglo-turca

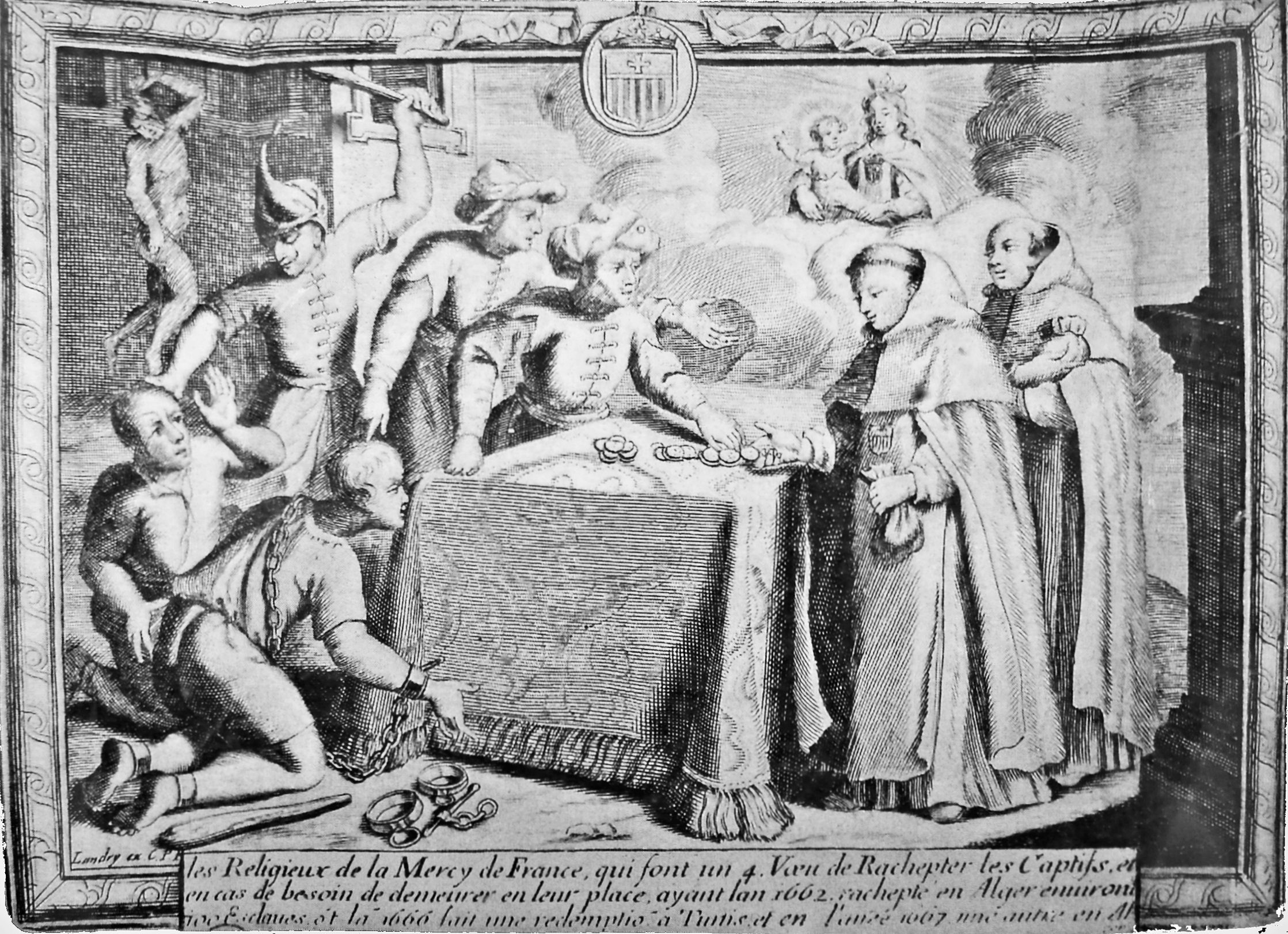
Riscatto di prigionieri cristiani da parte di monaci cattolici negli Stati barbareschi.

Per pirateria anglo-turca o pirateria anglo-barbaresca s'intende la collaborazione tra corsari barbareschi e corsari europei dei paesi protestanti (fond. i Sea Dogs inglesi ma anche i Watergeuzen olandesi) contro le navi delle nazioni cattoliche (Spagna, Portogallo e Francia) nel XVII secolo.

## Storia

### Origini della collaborazione
Nel 1604, al termine della guerra con la Spagna, i corsari elisabettiani (c.d. Sea Dogs) si trovarono senza lavoro: il nuovo re, Giacomo Stuart, li aveva licenziati nel giugno 1603. Alcuni capitani, decisi a non rinunciare ai proventi che la razzia delle navi ispano-portoghesi garantiva loro, risolsero di trovare un nuovo padrone e si avvicinarono al sultano ottomano per tramite della sua longa manus marittima, i corsari degli Stati barbareschi. Nel generale contesto delle guerre di religioni che avevano scatenato cattolici e protestanti gli uni contro gli altri dal secolo precedente, i pirati europei rinnegati accettarono di fare di qualsiasi nave cattolica un nemico. Entro il 1610, il numero di pirati inglesi rinnegati era salito tanto da essere ormai oggetto di motteggi e Re Giacomo arrivò a promettere il perdono a coloro che si fossero pentiti. I corsari olandesi (i Watergeuzen) seguirono rapidamente l'esempio degli inglesi.
Il rapido cambio di bandiera dei capitani inglesi e olandesi era il frutto di relazioni politico-militari delle rispettive patrie con l'Impero ottomano ormai vecchio di decenni. Sin dal 1566 infatti il sultano Solimano il Magnifico, su spinta della Francia, sua tradizionale alleata contro gli Asburgo, intervenne a favore della Rivolta olandese contro l'Impero Spagnolo in risposta ad una richiesta di aiuto agli ottomani da parte di Guglielmo I d'Orange. L'Impero ottomano era infatti noto a quel tempo per la sua tolleranza religiosa e per ospitare diversi "rifugiati religiosi" dove ottenevano diritto di soggiorno e di culto. Successivamente, gli ottomani aiutarono i calvinisti in Transilvania e Ungheria ma anche in Francia. Fu poi il sultano Selim II a mettere i ribelli olandesi in contatto con i ribelli moriscos della Spagna e i pirati algerini. Il supporto ottomano agli alleati europei (non più solo la cattolica Francia ma anche le nazioni protestanti) continuerà dopo il 1580 in chiave anti-asburgica.

### Pirateria, tratta degli schiavi e conversioni religiose

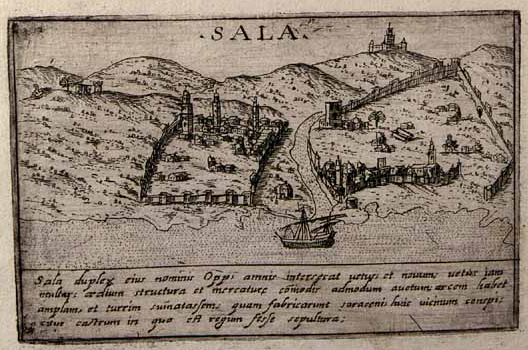
Salé era una delle basi della pirateria anglo-turca.

Le navi cattoliche venivano attaccate e gli equipaggi imprigionati e portati ad Algeri (o in altri luoghi della "Costa barbaresca") per essere venduti come schiavi). Una lettera contemporanea lamenta la "infinita varietà di beni, gioielli, merci e tesori presi dai nostri pirati inglesi ogni giorno ai cristiani e portati ad Allarach, Algeri e Tunisi per arricchire Mori e Turchi ed impoverire i Cristiani.
Tra i rinnegati inglesi al servizio dei dey barbareschi figuravano: Jack Ward, Henry Mainwaring, Robert Walsingham e Peter Easton. Olandesi erano invece Zymen Danseker, Salomo de Veenboer e Jan Janszoon. Alcuni, come Ward e Danseker, si erano anche convertiti all'Islam. Il Mainwaring attaccava preferibilmente gli spagnoli e sosteneva di evitare le navi inglesi ma generalmente navi di tutte le nazionalità sembrano essere state attaccate. Walsingham è noto per aver liberato prigionieri turchi dalle galee cristiane e aver venduto prigionieri cristiani sul mercato degli schiavi nordafricani. Janszoon condusse incursioni a lungo raggio (fino all'Islanda) per catturare schiavi da vendere ai turchi sui banchi barbareschi.
Al di là dell'antagonismo religioso condiviso nei confronti del cattolicesimo, la Barberia offriva ai rinnegati europei vantaggi economici e grande mobilità sociale, oltre ad un ambiente esotico e molto cosmopolita già caratterizzato da oltre un cinquantennio dal massiccio afflusso di moriscos cacciati dalla Spagna.

### Reazione delle nazioni cattoliche

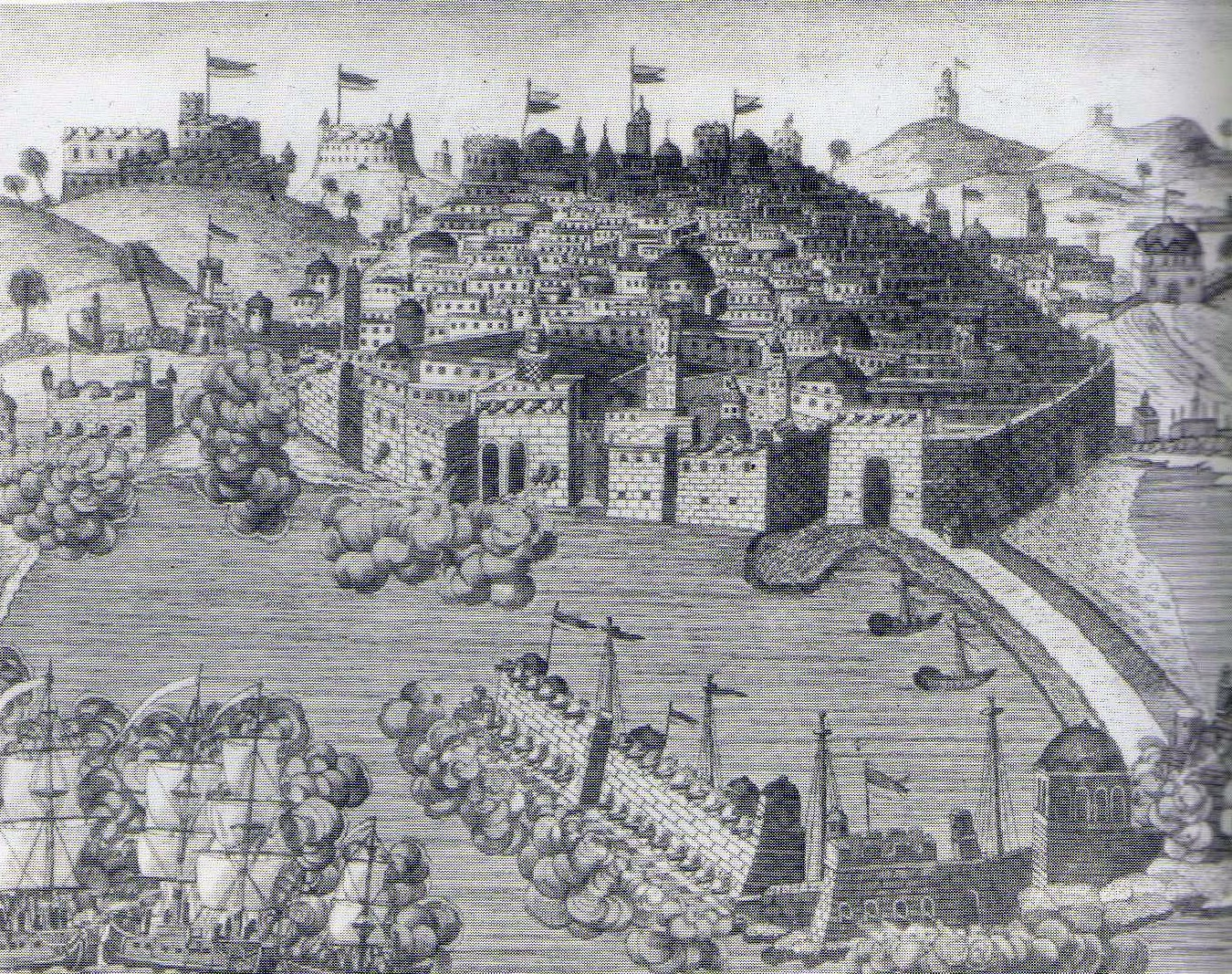
Il bombardamento di Algeri nel 1682 - ill. di Abraham Duquesne.

Enrico IV di Francia, quale leader della nazione confermata nel 1604 da Costantinopoli quale suo referente europeo primario, protestò formalmente avanti il sultano Ahmed I nel 1607, lamentando che i pirati inglesi e olandesi usavano i porti nordafricani come basi per razziare le navi francesi.. Pur proseguendo nella politica franco-ottomana anti-asburgica dei predecessori, Enrico IV non poté astenersi dal criticare apertamente la neonata minaccia del "turco-calvinismo". L'anno successivo, l'ambasciatore François Savary de Brèves fu appunto inviato in Tunisia.
Al fine di frenare queste azioni, la Spagna pubblicò un editto contro pirati e corsari nel 1615.
L'atteggiamento inglese fu invece ambivalente: politicamente "imbarazzata" per il gran numero di rinnegati, l'Inghilterra stessa attaccò Algeri nel 1621 per liberarvi i prigionieri cristiani. Nel 1629 fu Luigi XIII di Francia ad attaccare Salé per liberare 420 prigionieri francesi, mentre suo figlio Luigi XIV bombarderà Algeri per rappresaglia.
Gli ordini religiosi cattolici, in particolare i Trinitari e i Lazzaristi di Vincenzo de' Paoli, egli stesso ex-schiavo, accumularono donazioni per riscattare e liberare schiavi cristiani: si stima che abbiano liberato 1.200 schiavi alla morte di de' Paoli (1660), per una spesa totale di 1.200.000 lire.

## Celebri pirati anglo-turchi
- Jan Janszoon (Haarlem, circa 1570-?), comunemente noto come Morat Raìs il Giovane, fu il primo Presidente e Gran Ammiraglio della Repubblica Corsara di Salé, Governatore di Oualidia e uno dei più famoso dei "Corsari di Salé" del Seicento.